# Gliese 146
Gliese 146 eller HD 22496, är en ensam stjärna belägen i den norra delen av stjärnbilden Pendeluret. Den har en genomsnittlig skenbar magnitud av ca 8,64 och kräver en kraftig handkikare eller ett mindre teleskop för att kunna observeras. Baserat på parallax enligt Gaia Data Release 3 på ca 73,52 mas, beräknas den befinna sig på ett avstånd på ca 44,4 ljusår (13,6 parsek) från solen. Den rör sig bort från solen med en heliocentrisk radialhastighet på ca 21 km/s. Stjärnans hastighet i förhållande till solen är 38,1 km/sekund och dess galaktiska bana sträcker sig mellan 20 800 och 25 400 ljusår från galaxens centrum, vilket placerar den i Vintergatans tunna skiva. Den tillhör superstjärnhopen Hyaderna, och är en av 155 kända stjärnor av spektraltyp K inom 50 ljusår från solen.

## Egenskaper
Gliese 146 är en orange till gul stjärna i huvudserien av spektralklass K6.5 V. Den har en massa som är ca 0,68 solmassor, en radie på ca 0,67 solradier och utsänder från dess fotosfär energi motsvarande ca 0,121 gånger solen vid en effektiv temperatur av ca 4 400 K. Gliese 146 klassificerades som en misstänkt variabel stjärna och är en flarestjärna med en genomsnittlig flaresfrekvens på 0,23 flarer per dygn.

## Planetsystem
Gliese 146 är en av 500 stjärnor som valdes ut 2009 för SCUBA-2 All Sky Survey för stjärnor med stoftskiva. Någon stoftskivan upptäcktes dock inte av någon undersökning 2015.
År 2021 upptäcktes en exoplanet, HD 22496 b, av typen subneptunus med hjälp av en dopplerspektroskopi. Den kretsar mycket nära värdstjärnan med en separation på 0,0510 AE (7,63 Gm) och en omloppsperiod på fem dygn. Planeten är inte känd för att vara transiterande. Eftersom banplanets lutning är okänd kan endast en grov nedre gräns för planetens massa fastställas till minst ca 5,6 gånger jordens massa.
| Planet | Massa                    | Halv storaxel (AE)    | Siderisk omloppstid (d) | Excentricitet | Inklination | Radie |
| ------ | ------------------------ | --------------------- | ----------------------- | ------------- | ----------- | ----- |
| b      | > 5,57 +0,73−0,68 <16 M🜨 | 0,0510 +0,0024−0,0026 | 5,09071 ± 0,00026       | 0             | -           | -     |